# سوراکیت روکپانیچ
سوراکیت روکپانیچ (انگلیسی: Surakit Rukpanich؛ زادهٔ ۱۹۳۲) بازیکن بسکتبال اهل تایلند است. وی در بازی‌های المپیک تابستانی ۱۹۵۶ شرکت کرده‌است.